# Kuju (ort)
Kuju är en ort i Indien.   Den ligger i delstaten Jharkhand, i den östra delen av landet, 1 000 km sydost om huvudstaden New Delhi. Kuju ligger 421 meter över havet och antalet invånare är 19 390.
Terrängen runt Kuju är platt. Runt Kuju är det tätbefolkat, med 636 invånare per kvadratkilometer. Närmaste större samhälle är Rāmgarh, 10,9 km söder om Kuju. Trakten runt Kuju består till största delen av jordbruksmark.